# ノイエ・ドイチェ・ヴェレ

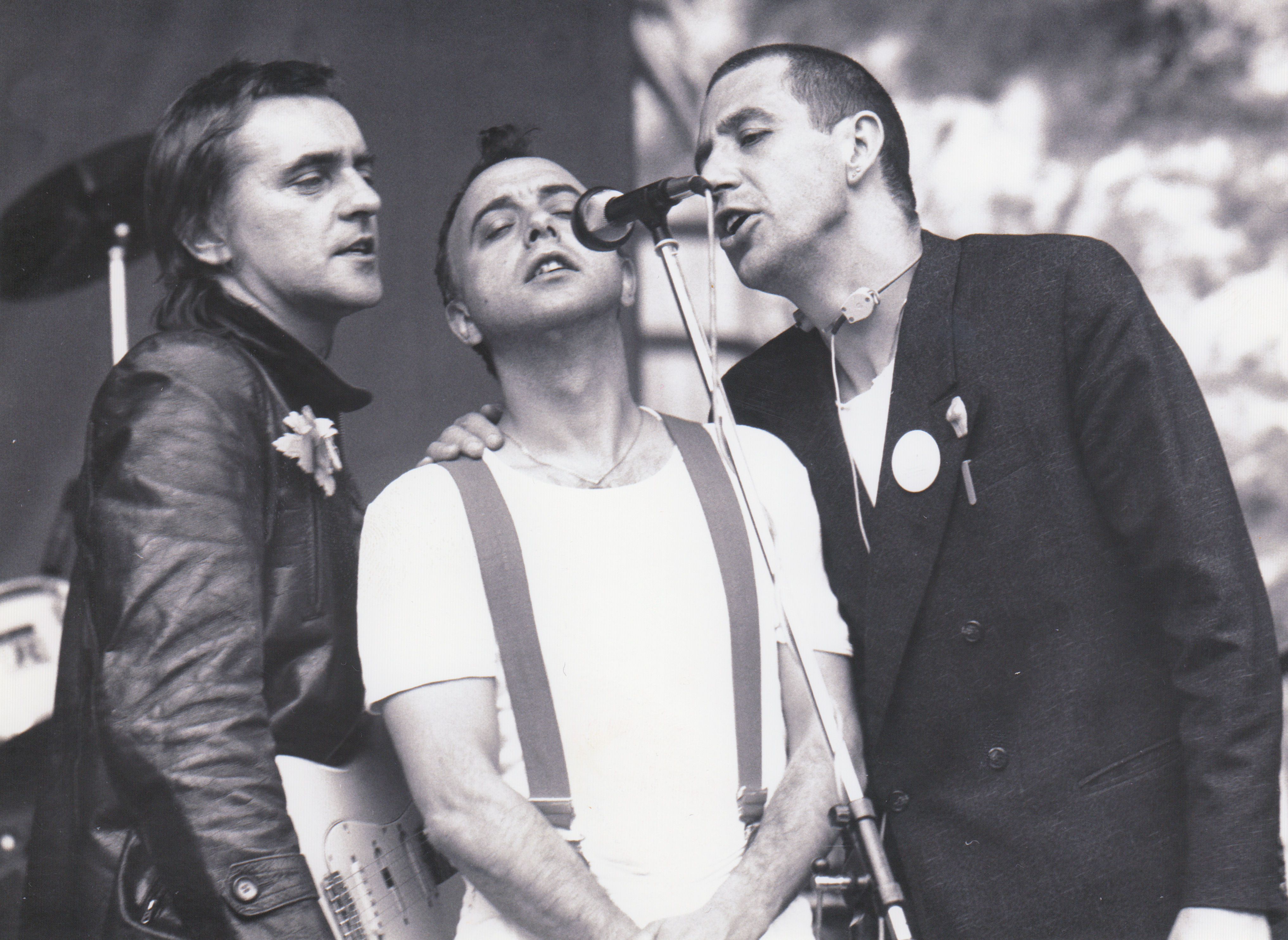
トリオ、1982年

ノイエ・ドイチェ・ヴェレ（ドイツ語: Neue Deutsche Welle, N.D.W）は、1976年から始まり、1980年代初頭に商業的成功の絶頂期を迎えた、ドイツ語で歌われたパンク・ロックやニュー・ウェイヴを指すドイツ語の表現。

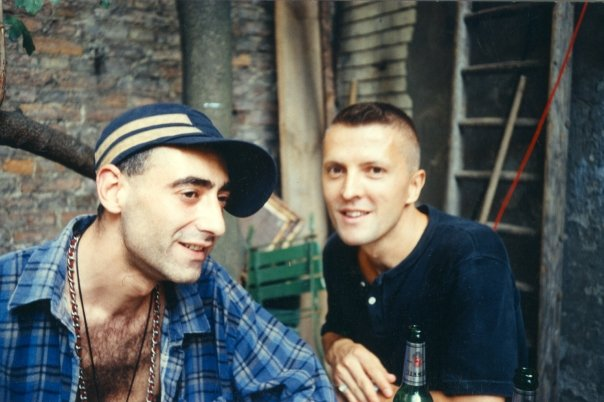
D.A.F

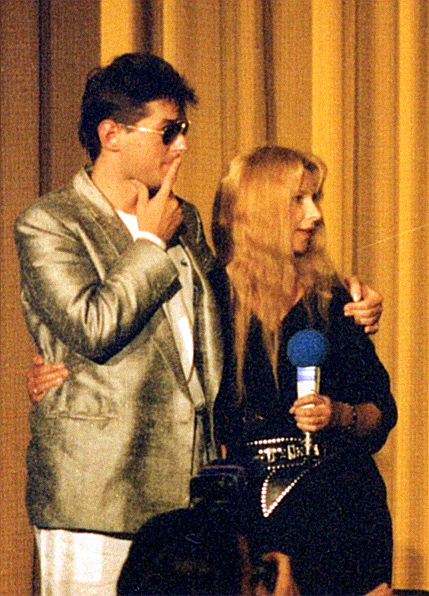
ファルコとウルセラ・モン、1986年

N.D.Wは、特定の音楽スタイルによるものではなく、非常に多様なものだった。N.D.Wとされたアーティストたちが、他のアーティストたちから区別された特徴には様々なものがあった。しかし、何よりドイツ語の歌詞と比較的短い楽曲、荒削りなところとクールさが、特徴的であった。後者の特徴は、例えばシュプリフのようなバンドが、ドイツ語で歌うポップ・ミュージックであれば何でもNDWとするような風潮から距離を置く理由となった。また、公演における演出などが最小限に抑えられていたことも、様式の一部となっていた。アーティストたちの多くは、当時の短期間だけ活動していたか、成功していたが、一部は2000年代にカムバックを果たした。

## 言葉の起源
「ノイエ・ヴェレ」（Neue Welle：新しい波）という言葉は、1977年ファンジン『Die 80er Jahre』で　ヨーゼフ・ボイス門下のユルゲン・クラマーの記事で使われていた例がある。「ノイエ・ドイチェ・ヴェレ」（Neue Deutsche Welle：新しいドイツの波）という言葉の初出は、ベルリンのレーベル「Der Zensor」のブルクハート・ザイラーが、1979年8月にハンブルクの音楽雑誌『Sounds』に出した三行広告で、D.A.F のデビュー・アルバムのカテゴリーとして「ノイエ・ドイチェ・ヴィレ」が使われた。2か月後、音楽ジャーナリストで、後にレーベル経営者となったアルフレート・ヒルズベルクが、『Sounds』に寄せた3回連載記事の題名を「ノイエ・ドイチェ・ヴェレ（新しいドイツの波）- 灰色の都市の壁から」（Neue Deutsche Welle – Aus grauer Städte Mauern）とした。